# Liste der Naturdenkmale in Dimbach (Pfalz)
Die Liste der Naturdenkmale in Dimbach nennt die im Gemeindegebiet von Dimbach ausgewiesenen Naturdenkmale (Stand 23. Mai 2024).

## Naturdenkmale
| Nr.         | Bezeichnung   | Lage                                   | Beschreibung                                                                              | Bild                          |
| ----------- | ------------- | -------------------------------------- | ----------------------------------------------------------------------------------------- | ----------------------------- |
| ND-7337-206 | Dimbergfelsen | östlich des Ortes auf dem Dimberg Lage | langgestreckte Buntsandsteinfelsengruppe; teilweise zu Gossersweiler-Stein und Schwanheim | mehr Fotos \| Fotos hochladen |